# Municipio de Monroe (condado de Benton)
El municipio de Monroe (en inglés: Monroe Township) es uno de los veinte municipios ubicados en el condado de Benton en el estado estadounidense de Iowa. En el año 2000 el municipio tenía una población de 259 habitantes y una densidad poblacional de 2,8 personas por km².

## Geografía
El municipio de Monroe se encuentra ubicado en las coordenadas 42°10′27″N 92°14′35″O / 42.17417, -92.24306.